# Březolupy
Březolupy (en allemand : Brzezolup, de 1939 à 1945 : Bresolup) est une commune du district d'Uherské Hradiště, dans la région de Zlín, en Tchéquie. Sa population s'élevait à 1 683 habitants en 2020.

## Géographie
Březolupy se trouve à 10 km au nord-ouest d'Uherské Hradiště, à 13 km au sud-ouest de Zlín, à 72 km à l'est-sud-est de Brno et à 251 km au sud-est de Prague.
La commune est limitée par Komárov et Šarovy au nord, par Bohuslavice u Zlína au nord-est, Zlámanec, Svárov et Částkov à l'est, par Nedachlebice au sud et par Bílovice et Topolná à l'ouest.

## Histoire
La première mention écrite du village date de 1261.